# Музика Нової Зеландії
На музику Нової Зеландії вплинули блюз, джаз, кантрі, рок-н-рол та хіп-хоп, причому багато з цих жанрів дали унікальну новозеландську інтерпретацію. Ряд артистів досягнули міжнародного успіху, включно з Lorde, Split Enz, Crowded House, OMC, Bic Runga, Benee, Kimbra, Ladyhawke, The Naked and Famous, Fat Freddy's Drop, Savage (rapper), Джин Вігмор, Кіт Урбан, Flight of the Conchords та Брук Фрейзер.
Доколоніальна музика Маорі складалася в основному з форми мікротонального співу та виступів на інструментах під назвою taonga pūoro: різноманітні видувні, ударні та закручені інструменти, виготовлені з   деревини в якій були пустоти, каменю, кісток китів, альбатросів та людини. У дев'ятнадцятому столітті європейські поселенці привезли музичні форми до Нової Зеландії, включно з Brass band та хоровою музикою, а музиканти почали гастролювати в Новій Зеландії у 1860-х. Pipe Band набули широкого поширення на початку 20 століття.
Нова Зеландія має національний оркестр, New Zealand Symphony Orchestra та багато регіональних оркестрів. Ряд новозеландських композиторів отримали міжнародне визнання. Серед найвідоміших — Дуглас Лілберн, Джон Псат, Джек Боді, Джилліан Уайтхед, Дженні Дрі МакЛейд, Гарет Фарр, Росс Гарріс.

## Музика Маорі

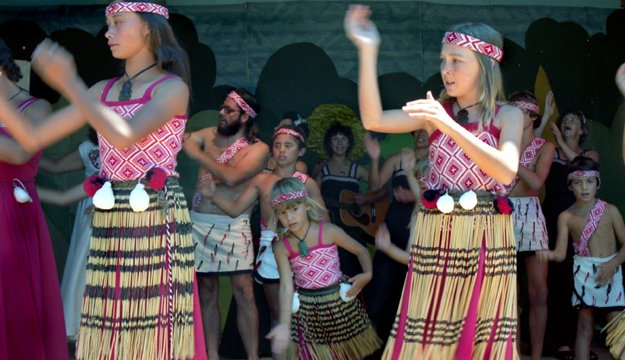
Культурна група Маорі на фестивалі Намбасса 1981 року.

Доколоніальна музика Маорі ймовірно походить з давніх часів, коли народи Полінезії жили на материкових землях Південно-Східної Азії. Упродовж багатьох років тихоокеанської ізоляції народ маорі мав можливість розвиватися власним шляхом, завдяки чому їхня музика залишилась дуже незвичною для перших європейських дослідників, які описували її як монотонну, одноманітну, урочисту і повільну. Капітан Кук, який оглянув острови в 1769 році, вважав музику «досить гармонійною, але дуже приємною для європейського вуха».
Музика була мікротональною, при цьому діапазон мелодій — дуже вузьким (в межах кількох тонів). Гуртом пісні виконували в унісон або в октаву. Як і музика інших первісних культур, музика Маорі була пов'язана з обрядами та міфологією.

### Музичні інструменти
До часів колонізації місцеві жителі користувались різноманітними музичними інструментами, що мали загальну назву таонга-пуоро (Taonga pūoro) — це різноманітні духові, ударні та вихрові інструменти, виготовлені з порожнистого дерева, каменю, кісток китів, альбатросів і людини. Пукая (дерев'яна труба), гуе (гарбуз) та путрата (труба з раковини) виконували багато функцій у доколоніальному суспільстві Маорі, зокрема як заклик до зброї, провіщення початку нового дня, спілкування з богами та під час посадки сільськогосподарських культур. Доктори Річард Наннс, Хіріні Мельбурн та Брайан Флінтофф за останні тридцять років намагалися відроджувати культуру таонгу пуро.

### Сучасна музика Маорі
Європейські переселенці принесли нові гармонії та інструменти, які поступово були прийняті музикантами Маорі. На початку XX століття Апірана Нґата розробив унікальну пісню-танець вайята-а-рінґа (waiata-ā-ringa).
У середині — наприкінці 20 століття співаки та композитори пісенники Маорі, такі як Говард Моррісон, Принц Тю Тека, Дальваніус Прайм, Моана Маніапото та Хіневехі Мохі, виробили характерний стиль, що спирається на традиційну музику Маорі. Деякі артисти випустили пісні мовою Маорі, відродилося традиційне мистецтво кано хаки (пісня і танець).

#### Шоу-групи Маорі
У 1950-х роках в Новій Зеландії та Австралії з'явилися шоу-гурти, які виступали в найрізноманітніших музичних жанрах, танцювальних стилях і з навичками кабаре, наповнюючи свої дії комедіями, заснованих безпосередньо на культурі Маорі. Деякі шоу-гурти Маорі розпочинають свої виступи у традиційному одязі Маорі, перш ніж переодягнутися в костюми та блискучі сукні. Біллі Т. Джеймс провів багато років за кордоном у шоу-групах, починаючи з гурту Maori Volcanics

## Радіоефір
Звукозаписна галузь Нової Зеландії почала розвиватися з 1940 року. Асоціація звукозаписної галузі Нової Зеландії (RIANZ) публікує офіційні щотижневі хіт-паради Нової Зеландії. Асоціація також проводить щорічні новозеландські музичні премії, які вперше відбулися в 1965 році як нагорода «Золотий диск Loxene».
Попри життєздатність новозеландських колективів на паб-сцені, протягом багатьох років комерційне радіо неохоче відтворювало місцеві матеріали, і до 1995 року лише 1,6 % усіх пісень, що грали на комерційних радіостанціях, були новозеландського походження. У 1997 році була утворена урядова акціонерна група «Kiwi Music», яка змусила радіостанції транслювати новозеландську музику. Група ініціювала Новозеландський музичний тиждень, і в 2000 році це перетворилося на Новозеландський музичний місяць. До 2005 р. вміст творів Нової Зеландії становив в середньому від 19 до 20 відсотків.

## Поп
Першою естрадною піснею Нової Зеландії була «Синій дим», написана в 40-х роках Руру Караїтіаною. Піксі Вільямс записала пісню в 1949 році, і хоча вона стала потрійно платиновою в Новій Зеландії, нагорода за продаж 50 000 примірників була вручена Піксі Вільямс лише 13 липня 2011 року. Поява музичних телевізійних шоу в 1960-х роках призвело до виникнення Сенді Едмондс, однієї з перших поп-зірок в Новій Зеландії.

### Split Enz та Crowded House

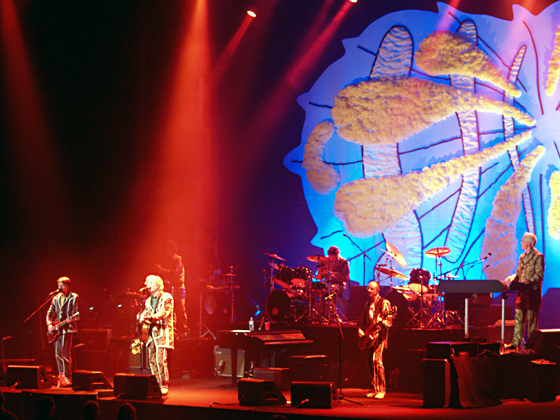
Спліт Енц виступав у червні 2006 року

Спліт Енц, що був створений на початку 1970-х років і в якому брали участь Філ Джадд і брати Тім Фінн та Ніл Фін, досяг успіху в чартах у Новій Зеландії, Австралії та Канаді (особливо це стосується їхнього синглу «I Got You» 1980 року) та побудував культ майбутнього світу. Музичні відеозаписи на деякі пісні гурту 1980-х були одними з перших, що звучали на MTV. У 1985 році Ніл Фінн створив поп-рок-гурт Crowded House в Мельбурні, Австралія. Іншими членами-засновниками були австралійці Пол Хестер та Нік Сеймур. Пізніше учасниками групи були брат Ніла Тім Фінн та американці Марк Харт та Метт Шеррод. Спочатку, активно працюючи з 1985 по 1996 рік, група мала постійний комерційний та публічний успіх в Австралії та Новій Зеландії. Міжнародний успіх групи почався з однойменного дебютного альбому Crowded House, який досяг 12-ї сходинки у хіт-параді альбомів США в 1987 році і забезпечив десятку хітів «Don't dteam it's over » і «Something so strong». Подальший міжнародний успіх прийшов у Великій Британії та Європі з їхніми третім і четвертим альбомами «Woodface» та «Together Alone» та компіляційним альбомом «Recurring Dream», який включав хіти «Fall at your feet», «The weather with you», «Distant sun», «Locked out». В червні 1993 року Королева Єлизавета II подарувала почесний Орден Британської імперії Нілу і Тіму Фінну за їхній внесок у музику Нової Зеландії.

### Дейв Доббін
Після розпуску свого гурту DD Smash, співак-пісняр Дейв Доббін розпочав успішну сольну кар'єру, написавши саундтрек до анімаційного художнього фільму Footrot Flats: The Dog's Tale в 1986 році. Фільм отримав два хіт-сингли: «You Oughta Be Love» (1986) та «Slice of Heaven» (1986), записаний разом із гуртом Herbs. Після виходу фільму «Зріз неба» став однією з найвідоміших пісень Доббіна. Вона часто використовується в рекламі про туризм на австралійському телебаченні, яка заохочувала людей відвідувати Нову Зеландію. З успіхом пісні в Австралії Доббін оселився там.
Хіт-пісня «Loyal» (1988) з його сольного дебютного альбому Loyal (1988) використовували як гімн команди Нової Зеландії в 2003 році в «Кубку Америки».
У 2005 році Доббін випустив свій шостий сольний альбом «Available Light». Він отримав високу оцінку публіки. Того ж року Доббін виконав головний сингл з «Available Light» — « Welcome Home» (2005) на церемонії вручення нагород New Zealand Music Awards. Під час виступу на сцені з Доббіном вийшов Ахмед Зауї, який звертався до свідоцтва про безпеку, виданого через нібито посилання на терористичні угруповання.

### Дон МакГлашан
Композитор, співак та мультиінструменталіст Дон МакГлашан завоював славу завдяки гуртам Blam Blam Blam, The Front Lawn та The Mutton Birds, перш ніж продовжувати сольну кар'єру. Перші хіти Макглашана були з гуртом Blam Blam Blam на початку 1980-х. Пізніше він випустив чотири альбоми як співак і письменник для The Mutton Birds. Перший сольний альбом МакГлашана «Warm Hand» вийшов у травні 2006 року. Він був номінований на музичну премію NZ за альбом року, а дебютний сингл «Miracle Sun» став номінантом на найвищу нагороду пісенної композиції Нової Зеландії — срібний сувій APRA. Він багато писав музики для кіно та телебачення.

### Бік Рунга
Поп-співачка та мультиінструменталістка Бік Рунга випустила свій перший сольний альбом «Drive» у 1997 році. Він дебютував під номером один у найкращих чатах 40 альбомів Нової Зеландії. Відтоді Рунга стала одним із найбільш продаваних новозеландських артистів за останній час. Вона також знайшла успіх на міжнародному рівні в Австралії, Ірландії та, певною мірою, у Великій Британії. У 2006 році з Рунгу було відзначено орденом Нової Зеландії «За заслуги» у сфері музики.

### Лорде

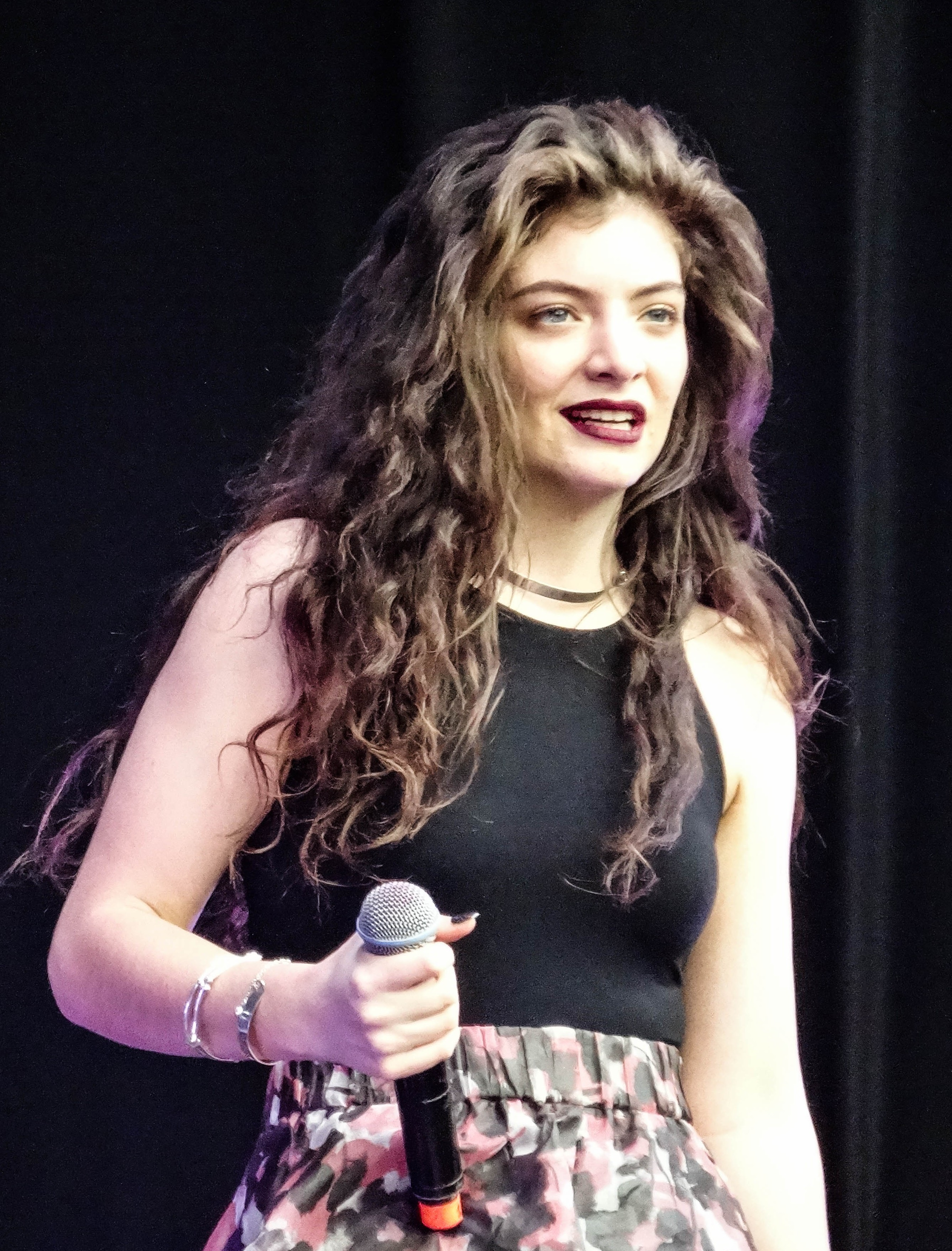
Лорде — одна з найуспішніших світових митців Нової Зеландії

У вересні 2013 року 16-річна співачка Лорде (Елла Марія Лані Йеліч-О'Коннор) стала наймолодшою сольною артисткою, яка будь-коли досягла першої позиції в чарті синглів з «Royals». Пісня з її альбому «Pure Heroine» отримала нагороди «Найкраще сольне виконання» та «Пісня року» на премії Grammy 2014.

### Популярні сингли та альбоми

Benee.Фотосесія для інтерв'ю журналу моди.

Найпопулярнішою новозеландською поп-піснею усіх часів є «How Bizarre» від OMC. Пісня вийшла на перші позиції у Новій Зеландії, Австралії, Канаді, Ірландії, Південній Африці та Австрії. Вона провела 36 тижнів на чартах Hot 100 Airplay (Radio Songs) у Сполучених Штатах, досягши максимальної позиції під номером 4. Вона досягла п'ятої позиції у Сполученому Королівстві та увійшла до Топ-10 у Португалії та Ізраїлі.
У 2008 році фольклорний пародійний дует Flight of the Conchords отримав міжнародний успіх своїм однойменним альбомом. Альбом дебютував під номером три в чарті Billboard 200 США, продавши близько 52 000 примірників за перший тиждень.
У 2011 році новозеландська співачка Кімбра співпрацювала з бельгійсько-австралійським співаком Готьє над його піснею «Somebody That I used to Know». Пісня очолила національні чарти США, Великої Британії, Австралії та 23 інших національних хіт-парадів і потрапила до Топ-10 у понад 30 країнах світу. Пісня мала понад 13 мільйонів примірників по всьому світу, ставши одним із найбільш продаваних цифрових синглів усіх часів.
У 2020 році сингл «Supalonely» новозеландської співачки BENEE перейшов у додаток для відеообміну TikTok. Згодом він потрапив до Топ-40 багатьох основних музичних ринків, включно із США, Великою Британією, Австралією, Новою Зеландією та Канадою.

## Рок, альтернативний рок та інді-рок
Першим хітом рок-н-ролу Нової Зеландії стала пісня Джонні Девліна «Lawdy Miss Clawdy», який продав 100 000 примірників у 1959–60 рр. Рок розвивався в Новій Зеландії в 1960-х роках. Зʼявилися видатні колективи, включно з La De Das, Ray Columbus & The Invaders та The Fourmyula.
До кінця 1970-х деякі новозеландські рок-гурти досягли національного успіху, серед яких Th'Dudes (чий гітарист Дейв Доббін утворив DD Smash у 1980-х роках), Dragon, Hello Sailor та Split Enz, на чолі з Тімом Фінном, а пізніше і його братом Нілом Фінном, який продовжував формувати Crowded House. Незалежна музика в Новій Зеландії почалася в другій половині 1970-х з розвитком місцевої панк-рок-сцени.
У 1980-х роках було створено кілька незалежних лейблів, таких як Propeller Records в Окленді та звукозапису Flying Nun в Крайстчерчі, які мали великий вплив на розвиток сучасної новозеландської рок-музики. The Clean from Dunedin — перша музична група, що вийшла зі складу Flying Nun. Більшість першої хвилі музикантів та гуртів, підписаних на Flying Nun, походять з Данедіна та Крайстчерча, і допомогли розвинути Dunedin sound (звучання Данедіна). На початку 1980-х років виразний звук джангл-поп був створений такими групами, як The Chills, The Verlaines, The Dead C, Sneaky Feelings, The Bats та Jean-Paul Sartre Experience.
Рок-гурт Shihad був утворений вокалістом і гітаристом Джоном Тугудом та барабанщиком Томом Ларкіним у 1988 році. Гурт отримав широку популярність у Новій Зеландії протягом наступного десятиліття, граючи суміш сучасного року, пост-гранжу та поп-року. У Нової Зеландії у Shihad було три альбоми, що билі в топі чартів.
Серед інших відомих рок-гуртів, популярних у 90-х, є Headless Chickens, The Mutton Birds, The Exponents, Supergroove та Push Push (band).

## Хіп-хоп
Перший головний хіп-хоп хіт у Новій Зеландії носив назву «Hip Hop Holiday» у виконанні колективу 3 the Hard Way. Виконавши пісню Dreadlock Holiday, 10CC перейшла на перші сходинки слави і трималась там впродовж декількох тижнів на початку 1994 року. Багато перших хітових виконавців хіп-хопу Нової Зеландії, такі як Dalvanius Prime чи Poi E були Маорі. Реліз Poi E 1984 року був повністю виконаний мовою Маорі. Було висвітлено поєднання культурних практик пісні в супроводі відео, музики, танцю та носіння традиційного одягу Маорі.
Першим цілим альбомом місцевого хіп-хопу був мініальбом E Tu від Upper Hutt Posse. E Tu був частково на Маорі та частково англійською мовою, а його тексти були політично заангажовані. Пісні «E Tu» поєднали афро-американську революційну риторику з Маорі. Таким чином вшанували вождів повсталих вояків Маорі в колоніальній історії Нової Зеландії: Хон Хеке, Те Кооти та Те Раупараха.
У 90-х роках хіп-хоп в Новій Зеландії зростав під впливом тихоокеанського. Phil Fuemana, Kosmo, Brother D та Pacific Underground відіграли важливу роль у розвитку хіп-хопу «Пасіфіка». Сингл OMC 1996 «How Bizarre» поєднав Nieuean Полі Фуемана, стиль гітари на тихоокеанському острові та хіп-хоп, щоб створити неповторне новозеландсько-полінезійське звучання. Після цього вийшов альбом Че Фу у 2 B s-Pacific у 1998 році та Urban Pacifica в 1999 році, компіляція хіп-хопу Pasifika. Виконавці, серед яких Scribe, Tiki Taane, P-Money та Ladi6, локалізували реп
У 2005 році Savage, виконавець хіп-хопу з Нової Зеландії, мав спільні хіти «Swing» та «Moonshine», останній з американським артистом Akon. «Swing» був використаний у фільмі 2007 Knocked Up та проданий в кількості понад 1,8 мільйона примірників у США, що робить його майже подвійно платиновим. Пісня також з'явилася на американській компіляції Now That What I Call Music! 29.

## Рутс, регі та даб
Створена у 1979 році Herbs — це вокальна група новозеландського регі та 11-та індукція до музичного залу Нової Зеландії. У 1986 році пісня «Slice of Heaven» з Дейвом Доббіном досягла номеру один як в чартах Нової Зеландії, так і в Австралії. У 1989 році Тім Фінн приєднався до них на фестиваль Parihaka, а в 1992 році Енні Краммер виступила з хіт-синглом «See What Love Can Can». Herbs вважається піонером реггі Тихоокеанського звуку, проклавши шлях для сучасних груп реггі Нової Зеландії, таких як Breaks Co-Op, Fat Freddy's Drop , Katchafire, КОРА, The Black Seeds, Salmonella Dub, 1814, Tahuna Breaks, Six60 і TrinityRoots.

## Електроніка
За останні 15 років електронна музика в Новій Зеландії постійно розвивається. Відомими представниками цього жанру музичної культури країни є Concord Dawn, Minuit і Shapeshifter.
Один із перших музичних треків цього жанру носить назву «Pulsing», випущений він у 1982 році The Body Electric. У 1988 році Propeller Records випустила першу в Новій Зеландії трек жанру house, Jam This Record. Інші новозеландські хаус ді-джеї, які стали відомими, включають DLT. Сцена майбутнього джазу (цей термін був вперше введений в Окленді на початку 1990-х) розвинувся в Окленді, особливо в нічному клубі «Причина Celebre» та роботі Натана Хейнса. Два популярні ранні випуски Натана Хейнса — Freebass Live at Cause Celebre та Haines' Shift Left. Прихильник цього звучання, який все ще активний у цій галузі, — Марк де Клайв-Лоу.

## Важкий метал
Новозеландські групи heavy metak  включають Devilskin, extreme metal гурти Ulcerate, Dawn of Azazel та 8 Foot Sativa та alternative metal гурт Blindspott, відомий як Blacklistt. У 2016 році треш-метал-гурт Alien Weaponry, кілька пісень якої виконується мовою Маорі, виграла Smokefreerockquest і Smokefree Pacifica.
В новозеландському фільмі жахів 2015 року Deathgasm саундтрек створювався за допомогою новозеландських груп важкого металу.

## Блюз
Історія блюзу в Новій Зеландії бере початок з 1960-х. Найдавніші блюзові впливи на музикантів Нової Зеландії виникли з такими британськими блюзовими музикантами, як The Animals та The Rolling Stones, а пізніше — рок-блюз-відтінки таких груп, як Led Zeppelin. Першим американським блюзовим артистом, який зробив великий вплив у Новій Зеландії, був Стіві Рей Вуган на початку 1980-х. Інші жанри, пов'язані з блюзом, такі як соул та євангеліє, майже повністю обійшли новозеландську аудиторію, за винятком кількох хітів перехресних артистів, таких як Рей Чарльз. Нова Зеландія не має власного характерного стилю блюз.  

## Європейська народна музика

### Духові оркестри
Нова Зеландія має горду історію духових оркестрів з регулярними провінційними конкурсами.

### Оркестри волинщиків
Оркестри волинщиків набули широкого поширення на початку 20 століття. В такому колективі музиканти грають на барабанах та волинках. У Новій Зеландії, як кажуть, більше оркестрів волинок на одного мешканця, ніж у Шотландії. Історичні зв'язки підтримуються каледонськими товариствами по всій країні.

## Класична та художня музика
Формальні традиції європейської класичної музики потребували тривалого розвитку в Новій Зеландії через географічну ізоляцію країни. Такі композитори, як Альфред Хілл, здобули освіту в Європі та перенесли пізні традиції романтичної музики до Нової Зеландії. Він спробував впровадити новозеландську тематику в класичну романтичну музику з одним помітним успіхом, популярним «Вайята Пой». Однак до 1960 року Нова Зеландія не мала чітко вираженого класичного стилю музики, маючи «схильність надмірно критикувати твори домашнього виробництва».
Дуглас Лілберн, який працював у третій чверті XX століття, часто згадується як перший композитор, що написав справді новозеландський твір і здобув міжнародне визнання. Другу сонатіну фортепіано Лілберна характеризували як «твір, який, здається, спирається на найкраще з минулого Лілберна … спеціально підходить для Нової Зеландії». Він продовжив традиції електронної музики в Новій Зеландії.
У 2004 році композитор з Веллінгтона Джон Псатхас став першим композитором Нової Зеландії, музика якого звучала під час церемоній відкриття та закриття Афінських літніх Олімпійських ігор 2004 року.
У Новій Зеландії існує декілька річних композиторських шкіл, зокрема з оркестром Оклендської філармонії та стипендіатом Моцарта в Університеті Отаго.

### Оркестри та камерна музика

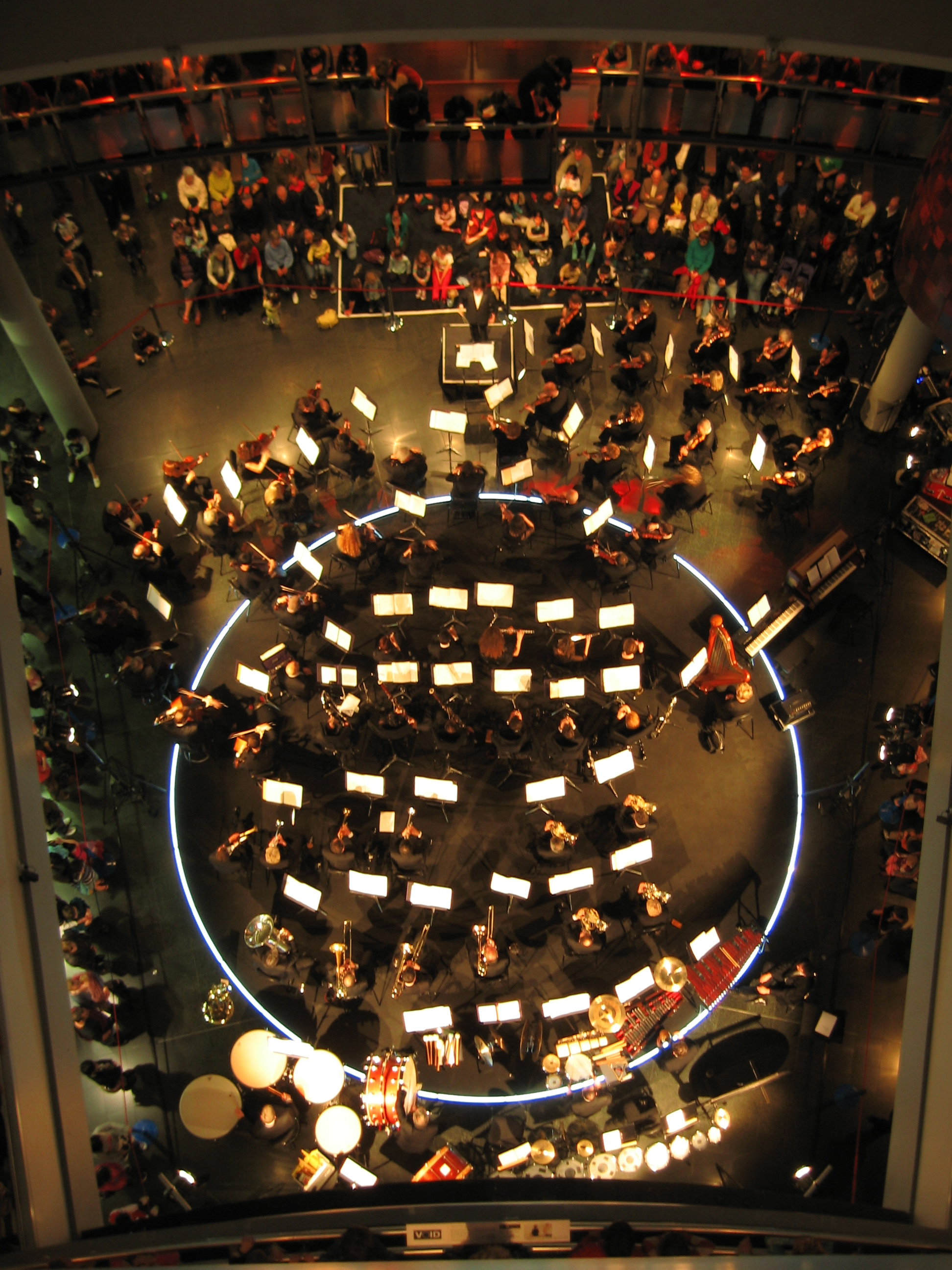
NZSO грає в Музеї Нової Зеландії Te Papa Tongarewa.

Симфонічний оркестр Нової Зеландії (NZSO) — це національний оркестр Нової Зеландії, який фінансується Міністерством культури та спадщини. Оркестр Оклендської філармонії — другий штатний професійний оркестр Нової Зеландії. Також є ряд напівпрофесійних регіональних оркестрів, які щороку представляють власні концертні програми. До них належать Opus Chamber Orchestra у Гамільтоні, Orchestra Wellington, Christchurch Symphony Orchestra та Dunedin Symphony Orchestra.
New Zealand String Quartet та NZTrio виступають як на місцевому, так і на міжнародному рівні. NZTrio спеціалізується на сучасній музиці.

### Хори
Нова Зеландія має давню хорову традицію. В англіканських соборах в Окленді, Веллінгтоні та Крайстчерчі є хорові колективи, а також є кілька світських хорів Нової Зеландії, включно з Новозеландським молодіжним хором, Вокальним камерним хором Нової Зеландії, Міським хором Данедін, Оклендським хоровим товариством та Міським хором Крістчерча. Багато з цих хорових колективів виступають по всій Новій Зеландії та змагаються проти інших хорів на міжнародному рівні.

### Опера

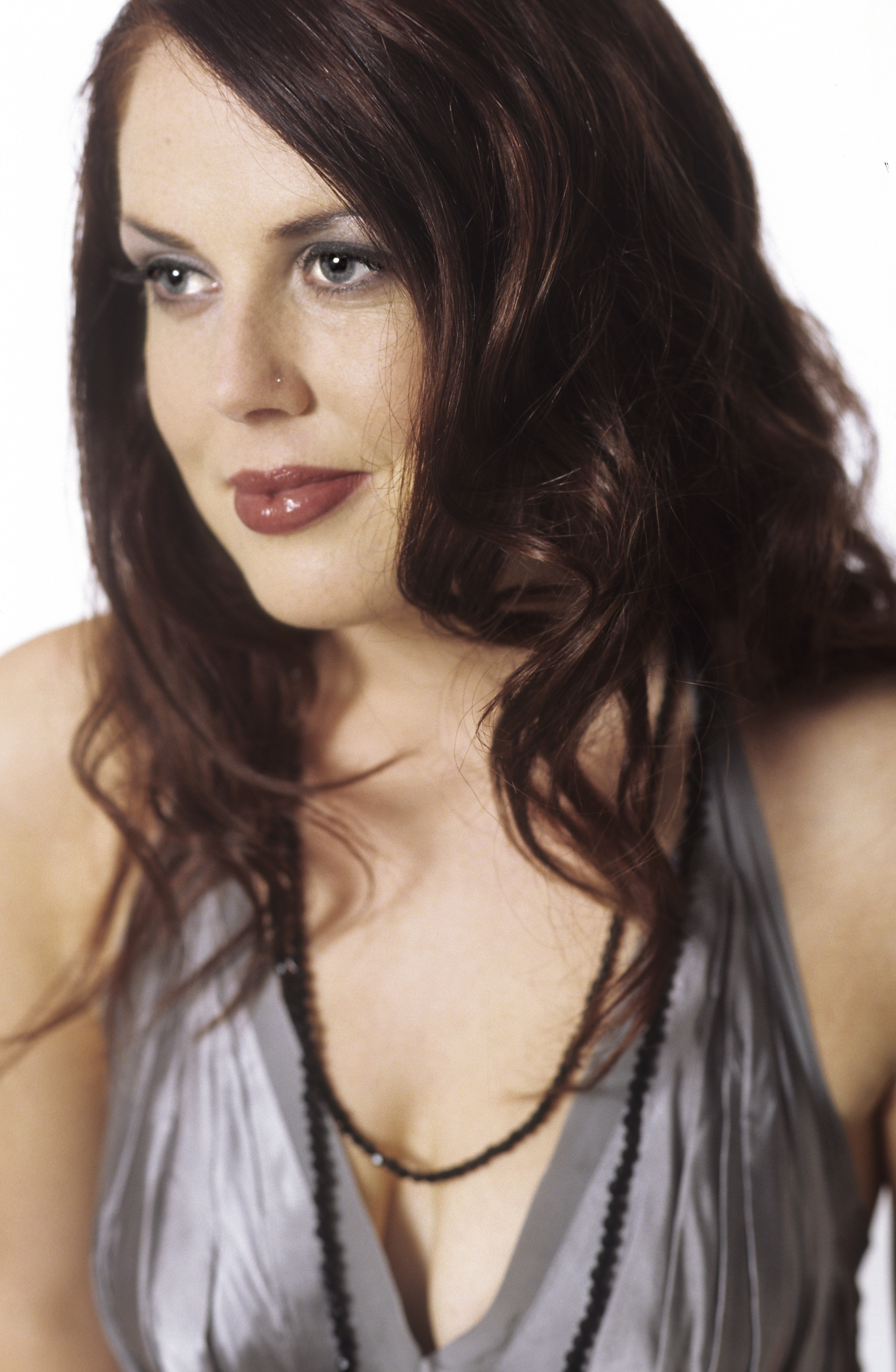
Анна Ліз, оперна співачка, ліричне сопрано

Нова Зеландія стала колискою ряду відомих у світі міжнародних оперних співаків, серед яких дама Kiri Te Kanawa, сер Donald McIntyre, Саймон О'Ніл, Jonathan Lemalu, Teddy Tahu Rhodes, Анна Ліз, дама Мальвіна Мейджор, Френсіс Альда та Джоан Хаммонд.
Новозеландська опера є єдиною в країні професійною оперною компанією. Вона виставляє до трьох опер на рік в Окленді та Веллінгтоні, представляючи міжнародних і новозеландських оперних співаків.

### Солісти
Видатними новозеландськими музикантами, які виступають на міжнародному рівні, є піаністи Майкл Хоустун, Джефрі Гріс, Джон Чен та співачка Хейлі Вестенра.

## Музичний театр
Найвідомішою постановкою музичного театру, яку написав новозеландець, є мюзикл Шоу скалистих жахів (Rocky Horror Show), написаний Річардом О'Браєном і вперше виконаний на сцені в Лондоні протягом 1973 року.